# Beverly Hills, 90210 (6.ª temporada)
A sexta temporada de Beverly Hills, 90210, uma série de televisão de drama americana, começou a ser exibida em 13 de setembro de 1995 na rede de televisão Fox. A temporada terminou em 22 de maio de 1996 após 32 episódios. Esta temporada segue a turma durante o primeiro ano da faculdade, pois lidam com questões que jovens adultos enfrentam, como famílias disfuncionais, relacionamentos, situações de reféns, sexismo, abstinência, crime organizado, má conduta sexual, luto e abuso de drogas.
A sexta temporada foi ao ar nas noites de quarta-feira em 8/9c nos Estados Unidos, com média de 9,8 milhões de telespectadores por semana, 4,9 milhões de telespectadores menos que a quinta temporada. A temporada foi lançada em DVD como um set de sete discos sob o título de Beverly Hills, 90210: A Sexta Temporada em 25 de novembro de 2008 pela Paramount.

## Visão geral
A turma está começando seu primeiro ano na Universidade da Califórnia, e Kelly retornou com o novo namorado Colin Robins depois de decidir não escolher nem Brandon nem Dylan no final da quinta temporada. Valerie permanece um pouco distante do resto da turma, e Donna e Ray ainda estão juntos apesar de seus problemas anteriores. Como ele estava no final da temporada passada, Dylan está fixado em encontrar o assassino de seu pai, e David está lidando com os problemas de saúde mental de sua mãe.

## Elenco

### Estrelando
- Jason Priestley como Brandon Walsh
- Jennie Garth como Kelly Taylor
- Ian Ziering como Steve Sanders
- Luke Perry como Dylan McKay (10 episódios)
- Brian Austin Green como David Prata
- Tori Spelling como Donna Martin
- Tiffani Thiessen como Valerie Malone
- Joe E. Tata como Nat Bussichio
- Jamie Walters como Ray Pruit (14 episódios)
- Kathleen Robertson como Clare Arnold

### Recorrente
- Ann Gillespie como Jackie Taylor
- Jason Wiles como Colin Robbins (32 episódios)
- Emma Caulfield, como Susan Keats (29 episódios)
- Cameron Bancroft como Joe Bradley (24 episódios)
- Stanley Kamel como Tony Marchette (8 episódios)
- Rebecca Gayheart como Antonia Marchette (8 episódios)
- Paige Moss como Tara Marcas (7 episódios)
- Mary Crosby como Claudia Van Eyck (3 episódios)

### Convidados
- Gabrielle Carteris como Andrea Zuckerman-Vasquez (2 episódios)
- Carol Potter como Cindy Walsh (2 episódios)
- James Eckhouse como Jim Walsh (1 episódio)

## Episódios
| Nº | #  | Título                               | Direção             | Escritor (es)        | Datas de exibição       | Código de produção |
| --- | -- | ------------------------------------ | ------------------- | -------------------- | ----------------------- | ------------------ |
| 145 | 1  | "Home Is Where The Tart Is"          | Michael Lange       | Jessica Klein        | 13 de setembro de 1995  | 2195141            |
| Com Jim e Cindy em Hong Kong, Brandon é o último Walsh no famoso código postal. Quando Brandon volta do emprego de verão em Boston, ele descobre que a casa dos Walsh será demolida. Kelly retorna de Nova York onde trabalhou como modelo, acompanhada do artista plástico Colin, que é apresentado numa provocativa cena que se passa no avião. Depois do curso de verão, Steve dá uma festa para destruir a casa dos Walsh, onde todos quebram e picham a casa. Depois de trabalhar no Teatro Grego, David se arrepende de ter terminado com Clare. Donna tem uma festa particular com Ray no iate de seus pais. Ginger, uma amiga de Valerie, chega de Buffalo. Dylan descobre o nome do assassino de seu pai: Andy Marchette. |    |                                      |                     |                      |                         |                    |
| 146 | 2  | "Buffalo Gals"                       | James Whitmore, Jr. | Michael Lyons        | 13 de setembro de 1995  | 2195142            |
| É o 21º aniversário de Kelly e David organiza uma festa no Teatro Grego para ela, e chama Colin e o restante da turma. Brandon descobre que a casa não vai mais ser demolida e decide continuar nela. Ele e Steve vão ao depósito pegar os móveis de volta. Dylan descobre quem é Andy Marchette e vai até a empresa dele para sondá-lo. Ginger, a amiga de Valerie, rouba US$ 200 de Brandon e o relógio de Steve. Ray viaja com Donna e os Martin até Nevada, no iate da família dela, mas é acusado de roubar um anel caríssimo durante uma festa realizada no iate. Donna defende Ray. Valerie pede a ajuda de Ginger para conseguir ser aceita no grupo. Ray é inocentado.                                                    |    |                                      |                     |                      |                         |                    |
| 147 | 3  | "Must Be a Guy Thing"                | Jason Priestley     | John Eisendrath      | 20 de setembro de 1995  | 2195143            |
| Enquanto Dylan procura pelo "filho" do assassino de seu pai, ele conhece Toni. Brandon resolve entrar para a equipe do Condor e conhece a editora do jornal, Susan. Clare se oferece para ajudar Steve em matemática, já que ele é forçado a refazer a sua inscrição em algumas matérias. Grandes oportunidades surgem para Ray e Colin. NOTA: Esta é a primeira aparição de Emma Caulfield, como Susan Keats |    |                                      |                     |                      |                         |                    |
| 148 | 4  | "Everything's Coming Up Roses"       | Victor Lobl         | Dinah Kirgo          | 27 de setembro de 1995  | 2195144            |
| Brandon e Susan cobrem o Torneio das Rosas, no qual Kelly, Donna e Clare são candidatas. Enquanto Valerie ajuda Colin, Kelly ajuda David, que recebe trágicas notícias. Ray faz uma apresentação para o dono de uma gravadora. Brandon e Dylan iniciam novos relacionamentos. |    |                                      |                     |                      |                         |                    |
| 149 | 5  | "Lover's Leap"                       | Bethany Rooney      | Ken Stringer         | 4 de outubro de 1995    | 2195145            |
| David entra em depressão em função da tentativa de suicídio de sua mãe. Valerie se lembra de seu pai. Brandon convida Susan para um primeiro encontro. Toni convida os amigos de Dylan para jantar em sua mansão. Dylan é pego mexendo em documentos do escritório do pai de Toni. Bruno, um dos guarda-costas da mansão comenta com Dylan que conheceu o pai dele. Steve e Clare se beijam. |    |                                      |                     |                      |                         |                    |
| 150 | 6  | "Speechless"                         | David Semel         | Larry Mollin         | 18 de outubro de 1995   | 2195146            |
| Steve arma para que um filme seja rodado na casa dos Walsh, mas esquece de dizer a Brandon que é um filme pornô. Kelly, Donna, Clare e Valerie decidem revelar todos os segredos durante sua viagem, mas alguns imprevistos interrompem os planos delas. A verdade sobre Ray e Valerie vem à tona. Depois que Marchette o agride, Dylan conta a verdade à Toni, mas ela não acredita nele. |    |                                      |                     |                      |                         |                    |
| 151 | 7  | "Violated"                           | Christopher Hibler  | Larry Mollin         | 25 de outubro de 1995   | 2195147            |
| Um professor assedia Valerie sexualmente, então ela pede ajuda ao Condor e tem que lidar com a sua reputação. O pai de Toni a força a escolher entre ele e Dylan. Kelly descobre mais informações sobre a relação de Colin com a sua agente. Clare e Steve se preparam para uma noite romântica depois da exposição do Colin. |    |                                      |                     |                      |                         |                    |
| 152 | 8  | "Gypsies, Cramps and Fleas"          | Burt Brinckerhoff   | Christine Elise      | 1 de novembro de 1995   | 2195148            |
| A turma vai à festa de Halloween no Peach Pit After Dark. David investe numa poção do amor de uma cartomante, mas quem acaba tomando a poção é um outro casal. Donna diz a Ray que eles devem ser apenas amigos, mas ele não consegue cooperar ao vê-la dançando com o zagueiro Joe. Kelly perdoa Colin mais uma vez. Toni força seu pai a dizer a verdade sobre o pai de Dylan. NOTA: Esta é a primeira aparição de Cameron Bancroft como Joe Bradley |    |                                      |                     |                      |                         |                    |
| 153 | 9  | "Earthquake Weather"                 | Gilbert M. Shilton  | Michael Lyons        | 6 de novembro de 1995   | 2195149            |
| Os amigos ficam chocados quando Dylan anuncia o seu casamento com Toni. Um terremoto considerável faz com que Brandon e Susan fiquem presos num elevador com uma mulher grávida prestes a dar à luz. No final do Torneio das Rosas em Pasadena, Donna descobre um segredo do passado de sua mãe. Ela também recebe um aviso do terapeuta de Ray. Steve e Clare não conseguem parar de pensar "naquilo". O mesmo acontece com David, mas Valerie ainda está dando uma de difícil. |    |                                      |                     |                      |                         |                    |
| 154 | 10 | "One Wedding and a Funeral"          | James Whitmore, Jr. | Steve Wasserman      | 8 de novembro de 1995   | 2195150            |
| Ray agride Donna, da maneira que o terapeuta havia avisado. Dylan e Toni planejam uma nova vida no Havaí, apesar dos planos de Marchette. A turma "seqüestra" os noivos para suas respectivas despedidas de solteiro. Marchette marca um encontro com Dylan depois da cerimônia, mas é Toni quem vai em seu lugar. E o atirador mata a pessoa errada... Dylan deixa Beverly Hills. NOTA: Esta é a última aparição de Luke Perry, como Dylan McKay até a 9ª temporada. |    |                                      |                     |                      |                         |                    |
| 155 | 11 | "Offensive Interference"             | Scott Paulin        | Larry Mollin         | 15 de novembro de 1995  | 2195151            |
| J.J. Jones volta à cidade e cobra um favor de Valerie. Ela concorda e acaba indo parar na cadeia. Ray abre um processo contra Joe, o que deixa o zagueiro suspenso dos jogos. A mãe de Donna confessa um segredo do passado. Steve tenta proteger o mascote da universidade. |    |                                      |                     |                      |                         |                    |
| 156 | 12 | "Breast Side Up"                     | David Semel         | Jessica Klein        | 22 de novembro de 1995  | 2195152            |
| Com Susan e Colin viajando, Brandon e Kelly ficam cada vez mais próximos. Valerie se irrita com a índole prestativa da mãe de David. Steve surpreende a todos na festa do pai de Clare. O jogador de futebol americano Steve Young aparece na ceia de Ação de Graças da casa dos Walsh — apenas uma das surpresas que Donna preparou para o aniversário de Joe. |    |                                      |                     |                      |                         |                    |
| 157 | 13 | "Courting"                           | Gilbert M. Shilton  | John Eisendrath      | 29 de novembro de 1995  | 2195153            |
| Brandon cobre o julgamento de Joe para o Condor. Donna é pega numa mentira. Brandon conversa com Ray sobre o processo contra Joe. Valerie insinua para Colin e Susan que algo pode ter acontecido entre Kelly e Brandon no feriado. Colin dá uma de babá de Erin, enquanto David e Kelly estão no tribunal. NOTA: Esta é a última aparição de Jamie Walters, como Ray Pruit, como regular na série. |    |                                      |                     |                      |                         |                    |
| 158 | 14 | "Fortunate Son"                      | James Fargo         | John Eisendrath      | 13 de dezembro de 1995  | 2195154            |
| Steve causa problemas na agência onde Rush lhe arrumou um estágio. Donna substitui Lisa no seu emprego em uma loja de conveniência num bairro pobre de Los Angeles, e ajuda um menino que foi visto roubando. Valerie e Kelly disputam em um leilão de caridade, quem vai servir de modelo para o quadro de Colin. Brandon volta a ter problemas com o jogo. |    |                                      |                     |                      |                         |                    |
| 159 | 15 | "Angels We Have Heard On High"       | Jason Priestley     | Larry Mollin         | 20 de dezembro de 1995  | 2195155            |
| A turma ajuda um grupo de crianças a ter um Natal farto e feliz. Cindy vem visitar o filho no Natal — com intenções de divórcio. Colin celebra a data com cocaína. O estágio de Steve vai bem até que um outro erro lhe põe na rua. Mas, para compensar, nessa mesma noite ele descobre que Rush é seu verdadeiro pai. NOTA: Carol Potter faz uma aparição neste episódio, como Cindy Walsh. |    |                                      |                     |                      |                         |                    |
| 160 | 16 | "Turn Back the Clock"                | Graeme Lynch        | Larry Mollin         | 3 de janeiro de 1996    | 2195156            |
| Steve tem que tomar conta de Ryan e Austin, seus meio-irmãos. Kelly desconfia que Valerie anda partilhando o vício da cocaína com Colin. Brandon sente que foi deixado de lado quando Jonathan, o ex-namorado de Susan, aparece para uma visita surpresa. David e Joe passam a virada do ano procurando o papagaio de Donna, que fugiu. Valerie fica arrasada. |    |                                      |                     |                      |                         |                    |
| 161 | 17 | "Fade In, Fade Out"                  | Jason Priestley     | Jessica Klein        | 10 de janeiro de 1996   | 2195157            |
| O pai de Kelly chega à Los Angeles prometendo ficar na cidade. Kelly rompe com Collin quando ela o encontra drogado, mas depois é ela quem acaba se drogando. O festival de cinema de Roger Corman, organizado por Steve, acaba revelando segredos do passado de Nat, e traz de volta uma antiga paixão. Brandon pede ajuda a Valerie para fazer com que uma mensagem de Jonathan não chegue às mãos de Susan. Joe tem uma consulta com o pai de Donna, um conceituado cardiologista. |    |                                      |                     |                      |                         |                    |
| 162 | 18 | "Snowbound"                          | Chip Chalmers       | John Whelpley        | 17 de janeiro de 1996   | 2195158            |
| O grupo fica desconfiado quando Kelly passa a evitá-los e matar aula para passar todo o seu tempo com Colin. Donna questiona a positiva segunda opinião que Joe recebeu. Depois de serem pegos apostando corrida nas ruas da cidade, Clare e Steve têm que voltar para a auto-escola, e acabam indo parar num talk-show. Susan pressiona Brandon a escrever sobre o problema de Joe, o que acabaria com a promissora carreira do zagueiro da Universidade da Califórnia. |    |                                      |                     |                      |                         |                    |
| 163 | 19 | "Nancy's Choice"                     | James Whitmore, Jr. | John Eisendrath      | 31 de janeiro de 1996   | 2195159            |
| A indicação de Susan para um prêmio de jornalismo universitário traz Jonathan de volta à cidade. Brandon descobre a dramática ligação entre Susan e seu ex-namorado. Clare não acredita quando Steve diz que Elle, par do chanceler na festa de entrega do prêmio de jornalismo, é um travesti. Kelly e Colin tentam largar a cocaína, mas a venda de um quadro pintado por Colin quando estava drogado o faz reconsiderar. |    |                                      |                     |                      |                         |                    |
| 164 | 20 | "Flying"                             | Chip Chalmers       | Phil Savath          | 7 de fevereiro de 1996  | 2195160            |
| Contra a vontade de Donna, Joe vai se aventurar num avião bimotor junto com Jonathan, Brandon e Steve — e ele acaba desmaiando. Donna e Clare, ao encontrar drogas no apartamento, enfrentam Kelly e a obrigam a se mudar. Ginger, a amiga de Valerie, volta à cidade ameaçando revelar um antigo segredo. Mais tarde ela demonstra interesse por David. Susan declara que já esqueceu Jonathan, mas não consegue convencê-lo disso. |    |                                      |                     |                      |                         |                    |
| 165 | 21 | "Bleeding Hearts"                    | Jason Priestley     | Lana Freistat Melman | 14 de fevereiro de 1996 | 2195161            |
| Donna organiza a festa sem sexo da Irmandade Alpha, onde as pessoas devem fazer um voto de 24 horas de celibato para promover o sexo seguro através da abstinência. Clare aposta com Steve que ele não vai conseguir cumprir o prazo sem sexo e usa todo o seu poder de sedução para conseguir ganhar a aposta. Joe recebe más notícias do técnico e pensa em largar a faculdade. Valerie apresenta Ginger à Jonathan, para fazê-la desistir de David. Quando o plano falha, ela pede a David um grande favor. É o fim para David e Valerie. Depois de usar todo o estoque de cocaína de Colin, Kelly tenta arranjar mais droga por conta própria.                                                                                 |    |                                      |                     |                      |                         |                    |
| 166 | 22 | "All This and Mary Too"              | James Fargo         | Sam Sarkar           | 21 de fevereiro de 1996 | 2195162            |
| Kelly vai para a reabilitação e conhece uma misteriosa colega de quarto, Tara. Steve e Clare armam encontros para David com duas louras chamadas Mary. Susan e Brandon têm problemas ao esquiar fora da área patrulhada. Enquanto isso, Colin e Valerie, que foram abandonados por seus respectivos namorados, decidem se consolar juntos. Donna pesquisa um novo tratamento cardíaco que possa ajudar Joe. |    |                                      |                     |                      |                         |                    |
| 167 | 23 | "Leap of Faith"                      | Christopher Hibler  | Ken Stringer         | 28 de fevereiro de 1996 | 2195163            |
| Brandon e Susan passam o final de semana com os pais dela em San Diego, onde eles são flagrados em uma situação comprometedora. Colin vai atrás de cocaína justamente na boca de fumo onde a polícia está dando uma batida. Colin tenta fugir da polícia e a perseguição em alta velocidade acaba indo parar no noticiário. Kelly reage mal ao saber que Valerie e Colin estão juntos. Steve compra uma moto para impressionar Clare, que não compartilha da sua felicidade. O irmão de Joe tenta impedir o zagueiro de fazer a cirurgia experimental e tenta anular a influência de Donna. |    |                                      |                     |                      |                         |                    |
| 168 | 24 | "Coming Out, Getting Out, Going Out" | Gilbert M. Shilton  | John Whelpley        | 13 de março de 1996     | 2195164            |
| Clare e Susan tentam reacender a velha chama entre Nat e Joan. Kelly sai da clínica e volta para a casa de praia, onde recebe um chamado de ajuda de Tara. Valerie hipoteca o After Dark para conseguir dinheiro para pagar a fiança de Colin. |    |                                      |                     |                      |                         |                    |
| 169 | 25 | "Smashed"                            | Charles Correll     | Meredith Stiehm      | 20 de março de 1996     | 2195165            |
| Steve e seus irmãos da fraternidade KEG dão uma festa na casa dos Walsh, cujos convidados incluem Colin, que está em condicional; Tara, a nova moradora da casa de praia; e Greg, o estudante de medicina que está saindo com Kelly. Colin acaba aceitando ir para a prisão. Ryan, o irmão de Steve, vai parar no hospital. |    |                                      |                     |                      |                         |                    |
| 170 | 26 | "Flirting With Disaster"             | David Semel         | John Eisendrath      | 3 de abril de 1996      | 2195166            |
| O pai de Colin faz uma visita. Steve, Joe, Brandon, Clare, Donna e Susan vão acampar, mas três belas canadenses distraem os rapazes e acabam com o clima de paz da viagem. Tara, que se mostra psicologicamente instável, faz planos e sabota o relacionamento de Kelly e Greg. |    |                                      |                     |                      |                         |                    |
| 171 | 27 | "Strike the Match"                   | James Darren        | Steve Wasserman      | 10 de abril de 1996     | 2195167            |
| O projeto de vídeo de Donna e David acaba mostrando Donna como sendo a última mulher virgem da Terra, o que deixa Joe irritado. Clare vai morar com Steve até Tara sair da casa de praia. Brandon recebe uma irrecusável proposta de emprego em Boston, o que arruinaria seus planos de viajar com Susan durante o verão. Tara mostra sua verdadeira face. |    |                                      |                     |                      |                         |                    |
| 172 | 28 | "The Big Hurt"                       | Frank Thackery      | Larry Mollin         | 1 de maio de 1996       | 2195168            |
| Steve fica impressionado com um amigo de infância de Clare, que é um príncipe. Todos gostam do vídeo de Donna e David, menos Joe. Colin recebe sua sentença depois que seu advogado faz um acordo com a promotoria. Tara resolve acabar com o sofrimento de Kelly, e tenta matá-la e suicidar-se. |    |                                      |                     |                      |                         |                    |
| 173 | 29 | "Ticket to Ride"                     | Anson Williams      | Meredith Stiehm      | 8 de maio de 1996       | 2195169            |
| Susan e Brandon ganham US$ 5.000 na loteria, mas perdem o bilhete. Valerie enfrenta uma difícil situação quando Colin foge para não ser preso. A fama bate à porta dos produtores do vídeo David e Donna. O príncipe Carl planeja uma festa de aniversário para Steve. |    |                                      |                     |                      |                         |                    |
| 174 | 30 | "Ray of Hope"                        | Gilbert M. Shilton  | Jessica Klein        | 15 de maio de 1996      | 2195170            |
| Ray Pruit volta à cidade e contrata David e Donna para produzirem seu vídeo, o que deixa Joe irado. Colin se prepara para deixar o país, e Valerie pede ajuda a Kelly. Joe escolhe um novo rumo para a sua vida, e para a vida de Donna também. Clare fica emocionada com as lembranças que Carl tem da sua mãe. Joe deixa a cidade. |    |                                      |                     |                      |                         |                    |
| 175 | 31 | "You Say It's Your Birthday: Part 1" | Michael Lange       | Larry Mollin         | 22 de maio de 1996      | 2195171A           |
| A banda Goo Goo Dolls se apresenta na festa de aniversário de Steve, onde Erik dá em cima de Donna e Kelly, entre outras garotas. Andrea Zuckerman chega de surpresa na festa de Steve. Valerie descobre que Brenda e Dylan estão morando juntos em Londres. Nat anuncia que vai se casar com Joan, e que ela está grávida. Valerie recebe ajuda do FBI para encontrar Colin, e acaba se envolvendo com um agente secreto. Colin consegue dinheiro para fugir do país. NOTA: Gabrielle Carteris faz uma aparição como Andrea Zuckerman-Vasquez, Carol Potter faz uma aparição neste episódio, como Cindy Walsh. James Eckhouse faz uma aparição como Jim Walsh.                                                                    |    |                                      |                     |                      |                         |                    |
| 176 | 32 | "You Say It's Your Birthday: Part 2" | Michael Lange       | Larry Mollin         | 22 de maio de 1996      | 2195171B           |
| O príncipe Carl diz estar apaixonado por Clare, e pede a Steve uma chance para conquistá-la. Clare se irrita com Steve achando que ele abriu mão dela, e decide não ficar com nenhum dos dois. Susan recebe uma proposta para trabalhar em Washington durante o verão, e deixa Brandon, que havia desistido de uma proposta semelhante para ficar com ela. Brandon e Steve vão à um bar no cais do porto para afogar as mágoas e se metem numa briga com um marinheiro. Durante a briga, eles vêem Colin. Brandon e Steve passam a noite na cadeia. Clare reata com Steve. Brandon e Steve saem à procura de Colin e conseguem pegá-lo. Colin é finalmente preso. NOTA: Goo Goo Dolls fazem uma aparição neste episódio.           |    |                                      |                     |                      |                         |                    |

Fonte: 